# Mojoparon
Mojoparon is een bestuurslaag in het regentschap Pasuruan van de provincie Oost-Java, Indonesië. Mojoparon telt 2790 inwoners (volkstelling 2010).